# Plan de Turgot

Le plan de Turgot, reconstitué sans les marges.

Le plan de Turgot est un plan de la ville de Paris, réalisé entre 1734 et 1739 à la demande du prévôt des marchands, Michel-Étienne Turgot, par Louis Bretez, membre de l'Académie de peinture et de sculpture et professeur de perspective. Techniquement il représente Paris en « perspective cavalière » axonométrique (perspective isométrique) à l'échelle 1/400 environ, ce qui entraîne une taille de 2,49 m × 3,18 m.

## Contexte
En 1734, Michel-Étienne Turgot, alors à la tête de la municipalité parisienne (en tant que prévôt des marchands), décide de promouvoir l'image de Paris auprès des élites (parisiennes, provinciales et étrangères) en faisant réaliser un nouveau plan de Paris. Il confie à Louis Bretez, membre de l'Académie de Peinture et de Sculpture et professeur de perspective, le soin de lever et de dessiner le plan de Paris et de ses faubourgs.
Par contrat, il lui est demandé une observation de grande précision et une reproduction très fidèle, il dispose même d'un mandat de visite l'autorisant à entrer dans les hôtels, les maisons et les jardins. Le cartographe devait contractuellement représenter en élévation églises, édifices, fontaines, places, monuments publics. Bretez y travailla pendant deux ans (1734-1736) et toucha 10 000 livres pour cette tâche.

## Description
Le plan réalisé à l'échelle 1/400 environ est de grandes dimensions (2,49 m × 3,18 m). Au XVIIIe siècle, la tendance était à l'abandon des portraits de villes, hérités de la Renaissance au profit de plan géométral, plus technique et plus mathématique. Cependant, Bretez crée un plan en complet désaccord avec cette tendance séculaire, en optant pour le système de la perspective cavalière axonométrique, sans point de vue, ni point de distance : deux immeubles de même dimension sont représentés par deux dessins de même taille, que ces immeubles soient proches ou éloignés. On parlerait aujourd'hui de perspective isométrique.
Le plan est orienté en direction du sud-est. Dès 1672, le plan de Jouvin de Rochefort était orienté au nord, mais le plan de Turgot revient à l'orientation utilisée par les plans du XVIe siècle, qui utilisent la Seine comme un axe vertical de symétrie .
Il couvre approximativement les actuels onze premiers arrondissements.
|  |  |  |  |
|  |  |  |  |
|  |  |  |  |
|  |  |  |  |
|  |  |  |  |

## Gravure du plan
En 1736, Antoine II Coquart, ingénieur topographe et graveur, et Claude Lucas, graveur de l'Académie des sciences, sont chargés de graver à l'eau-forte et au burin les 20 planches représentant la découpe du plan plus une représentant une vue générale en perspective de la ville ainsi qu'une de l'île de la Cité à l'échelle 1/200 (193 cm*122 cm) . Elle porte le numéro 0.
Coquart cesse son travail en avril 1738, et Lucas achève seul la gravure du plan. L'impression en est réalisée par Pierre Thevenard, « imprimeur en taille douce demeurant à Paris rue Saint-Jacques près la fontaine Saint-Benoist ». Le tirage se monte à environ 2 500 exemplaires.
Le travail est réceptionné à la mairie de Paris le 15 décembre 1739. Des exemplaires reliés en volumes furent offerts au Roi et aux princes, aux membres de l'Académie française, de l'Académie des sciences, de l'Académie de peinture et de sculpture, et aux membres de la Municipalité ; un nombre important furent envoyés aux cours étrangères, par l'intermédiaire des représentations françaises à l'étranger.
Les 21 cuivres gravés du plan sont conservés par la Chalcographie du Louvre, où ils servent à l'impression de nouveaux tirages suivant les mêmes techniques qu'il y a deux siècles. Le dernier fac-similé complet vit le jour au moment de l'exposition « Le Paris des Lumières » organisée à l'hôtel de Rohan, Musée de l'histoire de France, site parisien des Archives nationales, du 12 octobre 2005 au 9 janvier 2006. Le département des cartes et plans de la Bibliothèque nationale de France et la Bibliothèque historique de la ville de Paris conservent un grand nombre d'originaux en feuilles, sous reliure ou bien encore montés sur toile.